# Front (unitate militară)
Un front  în sensul  de unitate militară, este o formațiune armată  ce își trage originile din timpul Imperiului Rus. A fost folosit de Armata Roșie sau în anumite perioade ale istoriei de armata poloneză sau turcă. Este o mare unitate militară aproape echivalentă cu grupul de armate în organizarea militară  a altor țări și variază ca mărime în general conținând  de la 3 la 4 armate. 

### Imperiul Rus
După izbucnirea Primului Război Mondial, Marele Cartier General rus a organizat două Fronturi: Frontul de Nord Vest luptând împotriva Imperiului German și Frontul de Sud Vest împotriva Austro-Ungariei.
În August 1915, Frontul de Nord Vest a fost divizat în Frontul de Nord și Frontul de Vest.
La finalul anului 1916 a fost creat Frontul Românesc incluzând elemente ale armatei române. 
În Aprilie  1917, Frontul de Caucaz a fost creat prin reorganizarea Armatei de Caucaz. 

### Armata Roșie
- Frontul al II-lea Ucrainean
- Frontul I Belarus